# Miconia zemurrayana
Miconia zemurrayana är en tvåhjärtbladig växtart som beskrevs av Paul Carpenter Standley och Louis Otho Otto Williams. Miconia zemurrayana ingår i släktet Miconia och familjen Melastomataceae.
Artens utbredningsområde är Honduras. Inga underarter finns listade i Catalogue of Life.